# Roberto Piccoli
Roberto Piccoli (Bergamo, 27 gennaio 2001) è un calciatore italiano, attaccante del Cagliari.

## Caratteristiche tecniche
Centravanti forte fisicamente e capace di fare reparto da sé, ha senso del gol e buone doti nel tiro. Negli anni si è distinto per l'alto numero di reti segnate nei minuti finali delle partite. Ha dichiarato di ispirarsi a Mario Mandžukić e Duván Zapata, mentre per le sue caratteristiche è stato paragonato a Christian Vieri.

## Carriera

### Club

#### Atalanta
Nato a Bergamo, ma originario del comune di Sorisole, Piccoli ha iniziato a giocare nella Sorisolese, squadra del suo paese, per poi passare al Villa Valle di Villa d'Almè. Trasferitosi alla Tritium (squadra con sede a Trezzo sull'Adda), a tredici anni è entrato a far parte del settore giovanile dell'Atalanta, grazie a un'intuizione del responsabile orobico Maurizio Costanzi e alla neonata collaborazione fra le due squadre.
Una volta fattosi strada fra le formazioni giovanili dei bergamaschi, Piccoli ha attirato l'attenzione del tecnico Gian Piero Gasperini, che lo ha fatto esordire in prima squadra il 15 aprile 2019, all'età di diciotto anni, nella partita di Serie A pareggiata per 0-0 contro l'Empoli. Qualche mese più tardi vince il campionato e la Supercoppa Primavera, in cui segna una delle due reti della sua squadra. Nella stagione successiva, oltre ad allenarsi in pianta stabile con la prima squadra, si laurea miglior marcatore della UEFA Youth League con 8 reti (ex aequo con il portoghese Gonçalo Ramos) e vince per la seconda volta consecutiva lo scudetto con la formazione Primavera dell'Atalanta.

#### Spezia
Il 15 settembre 2020 viene ceduto in prestito allo Spezia, neopromosso in Serie A. Il 25 novembre seguente segna la sua prima rete da professionista, nella partita di Coppa Italia vinta per 2-4 contro il Bologna. Il 20 dicembre, realizza anche la sua prima rete in Serie A in occasione della partita persa per 2-1 contro l'Inter. Chiude la sua prima stagione completa da professionista con 6 reti in 23 presenze (20 presenze e 5 reti in campionato, più 3 presenze ed una rete in Coppa Italia).

#### Ritorno all'Atalanta e prestito al Genoa
Rientrato all'Atalanta, il 21 agosto 2021 segna in pieno recupero il suo primo gol con la maglia degli orobici, con cui permette loro d'imporsi in casa del Torino per 2-1 nella prima giornata della Serie A 2021-2022. Nei mesi a seguire non riesce a giocare con continuità anche a causa della concorrenza in attacco e il 25 gennaio 2022 viene ceduto in prestito al Genoa, dove trova poco spazio.

#### Nuovi prestiti a Verona ed Empoli
Il 30 giugno 2022 si trasferisce in prestito al Verona. Il 31 gennaio 2023, al termine della prima parte del campionato, avendo trovato poco spazio con i veneti, il calciatore viene reintegrato nella rosa dell'Atalanta tramite la risoluzione del prestito al club scaligero e contestualmente viene ceduto, sempre a titolo temporaneo, all'Empoli fino al 30 giugno dell'anno successivo, con diritto di riscatto e controriscatto. Il 15 maggio seguente segna la sua prima rete con i toscani, marcatura che vale il pareggio nella sfida in casa della Sampdoria: il risultato consente all'Empoli di ottenere la salvezza matematica a tre turni dalla fine. Otto giorni dopo sigla il suo primo gol casalingo con la maglia dell'Empoli, in occasione della vittoria per 4-1 contro la Juventus.
Il 31 agosto 2023 il prestito all'Empoli viene rescisso anzitempo e contestualmente il calciatore viene ceduto, sempre a titolo temporaneo, al Lecce; il 23 ottobre 2023 segna il suo primo gol con i salentini, nel pareggio esterno (1-1) contro l'Udinese. A quel gol ne seguono altri quattro in campionato nel pareggio contro il Bologna (1-1) e nei successi contro Frosinone (2-1), Fiorentina (3-2) e Sassuolo (0-3), con cui ha contribuito alla salvezza dei pugliesi.

#### Cagliari

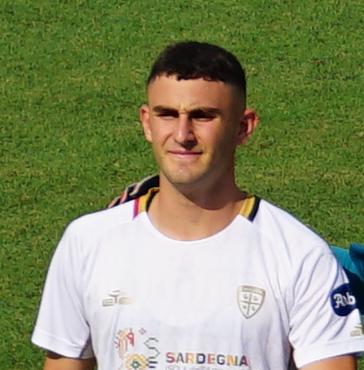
Piccoli al nel 2024

Rientrato all'Atalanta, il 17 luglio 2024 viene ceduto in prestito con diritto di riscatto al Cagliari. Il 12 agosto va subito a segno all'esordio con i sardi, segna i primi due gol nel successo per 3-1 sulla Carrarese in Coppa Italia. Il 26 agosto segna anche la prima rete in campionato, portando momentaneamente in vantaggio i sardi nella gara contro il Como, conclusa sull'1-1. In campionato segna complessivamente dieci gol, contribuendo alla salvezza dei sardi e andando per la prima volta in doppia cifra in carriera. Tra questi gol vanno segnalati quelli negli scontri diretti vinti contro Parma (2-3), Verona (1-0), Monza (1-2) e Venezia (3-0); quest'ultimo successo ha garantito la matematica salvezza agli isolani.
Il 24 giugno 2025, viene ufficialmente riscattato dai sardi, per circa 11,5 milioni di euro, firmando un contratto quadriennale.

### Nazionale
Presenza frequente nelle nazionali giovanili italiane, Piccoli ha vissuto una parentesi particolarmente lunga con l'Under-19, con cui ha giocato dal 2018 al 2020. In particolare, il 26 marzo 2019 una sua doppietta ha permesso agli azzurrini di battere i pari età della Serbia per 2-0 e assicurarsi la qualificazione al campionato europeo di categoria 2019, in programma in Armenia. II centravanti ha quindi partecipato alla competizione, in cui però l'Italia non è riuscita a superare la fase a gironi.
Nell'agosto del 2021 ha ricevuto la sua prima convocazione in nazionale Under-21, guidata da Paolo Nicolato. Ha debuttato il 3 settembre seguente, titolare nella partita contro il Lussemburgo, valida per le qualificazioni al campionato europeo di categoria del 2023: pur essendo costretto a uscire all'intervallo per infortunio (sostituito da un altro esordiente, Kelvin Yeboah), ha contribuito alla vittoria finale per 3-0.

## Statistiche

### Presenze e reti nei club
Statistiche aggiornate al 16 agosto 2025.
| Stagione        | Squadra         | Campionato      | Campionato | Campionato | Coppe nazionali | Coppe nazionali | Coppe nazionali | Coppe continentali | Coppe continentali | Coppe continentali | Altre coppe | Altre coppe | Altre coppe | Totale | Totale |
| Stagione        | Squadra         | Comp            | Pres       | Reti       | Comp            | Pres            | Reti            | Comp               | Pres               | Reti               | Comp        | Pres        | Reti        | Pres   | Reti   |
| --------------- | --------------- | --------------- | ---------- | ---------- | --------------- | --------------- | --------------- | ------------------ | ------------------ | ------------------ | ----------- | ----------- | ----------- | ------ | ------ |
| 2018-2019       | Atalanta        | A               | 2          | 0          | CI              | 0               | 0               | UEL                | 0                  | 0                  | -           | -           | -           | 2      | 0      |
| 2019-2020       | Atalanta        | A               | 1          | 0          | CI              | 0               | 0               | UCL                | 0                  | 0                  | -           | -           | -           | 1      | 0      |
| 2020-2021       | Spezia          | A               | 20         | 5          | CI              | 3               | 1               | -                  | -                  | -                  | -           | -           | -           | 23     | 6      |
| 2021-gen. 2022  | Atalanta        | A               | 12         | 1          | CI              | 0               | 0               | UCL                | 0                  | 0                  | -           | -           | -           | 12     | 1      |
| Totale Atalanta | Totale Atalanta | Totale Atalanta | 15         | 1          |                 | 0               | 0               |                    | 0                  | 0                  |             | -           | -           | 15     | 1      |
| gen.-giu. 2022  | Genoa           | A               | 5          | 0          | CI              | -               | -               | -                  | -                  | -                  | -           | -           | -           | 5      | 0      |
| 2022-gen. 2023  | Verona          | A               | 7          | 0          | CI              | 1               | 0               | -                  | -                  | -                  | -           | -           | -           | 8      | 0      |
| gen.-giu. 2023  | Empoli          | A               | 13         | 2          | CI              | -               | -               | -                  | -                  | -                  | -           | -           | -           | 13     | 2      |
| ago. 2023       | Empoli          | A               | 2          | 0          | CI              | 1               | 0               | -                  | -                  | -                  | -           | -           | -           | 3      | 0      |
| Totale Empoli   | Totale Empoli   | Totale Empoli   | 15         | 2          |                 | 1               | 0               |                    | 0                  | 0                  |             | -           | -           | 16     | 2      |
| ago. 2023-2024  | Lecce           | A               | 35         | 5          | CI              | 1               | 1               | -                  | -                  | -                  | -           | -           | -           | 36     | 6      |
| 2024-2025       | Cagliari        | A               | 37         | 10         | CI              | 3               | 2               | -                  | -                  | -                  | -           | -           | -           | 40     | 12     |
| 2025-2026       | Cagliari        | A               | 0          | 0          | CI              | 1               | 1               | -                  | -                  | -                  | -           | -           | -           | 1      | 1      |
| Totale Empoli   | Totale Empoli   | Totale Empoli   | 37         | 10         |                 | 4               | 3               |                    | -                  | -                  |             | -           | -           | 41     | 13     |
| Totale carriera | Totale carriera | Totale carriera | 134        | 23         |                 | 10              | 5               |                    | 0                  | 0                  |             | -           | -           | 142    | 28     |

### Cronologia presenze e reti in nazionale
| Cronologia completa delle presenze e delle reti in nazionale ― Italia under 21 | Cronologia completa delle presenze e delle reti in nazionale ― Italia under 21 | Cronologia completa delle presenze e delle reti in nazionale ― Italia under 21 | Cronologia completa delle presenze e delle reti in nazionale ― Italia under 21 | Cronologia completa delle presenze e delle reti in nazionale ― Italia under 21 | Cronologia completa delle presenze e delle reti in nazionale ― Italia under 21 | Cronologia completa delle presenze e delle reti in nazionale ― Italia under 21 | Cronologia completa delle presenze e delle reti in nazionale ― Italia under 21 |
| Data                                                                           | Città                                                                          | In casa                                                                        | Risultato                                                                      | Ospiti                                                                         | Competizione                                                                   | Reti                                                                           | Note                                                                           |
| ------------------------------------------------------------------------------ | ------------------------------------------------------------------------------ | ------------------------------------------------------------------------------ | ------------------------------------------------------------------------------ | ------------------------------------------------------------------------------ | ------------------------------------------------------------------------------ | ------------------------------------------------------------------------------ | ------------------------------------------------------------------------------ |
| 3-9-2021                                                                       | Empoli                                                                         | Italia under 21                                                                | 3 – 0                                                                          | Lussemburgo under 21                                                           | Qual. Europeo Under-21 2023                                                    | -                                                                              | 46’                                                                            |
| 8-10-2021                                                                      | Zenica                                                                         | Bosnia ed Erzegovina under 21                                                  | 1 – 2                                                                          | Italia under 21                                                                | Qual. Europeo Under-21 2023                                                    | -                                                                              | 67’                                                                            |
| 12-10-2021                                                                     | Monza                                                                          | Italia under 21                                                                | 1 – 1                                                                          | Svezia under 21                                                                | Qual. Europeo Under-21 2023                                                    | -                                                                              | 82’                                                                            |
| 16-11-2021                                                                     | Frosinone                                                                      | Italia under 21                                                                | 4 – 2                                                                          | Romania under 21                                                               | Amichevole                                                                     | -                                                                              | 46’                                                                            |
| Totale                                                                         |                                                                                | Presenze                                                                       | 4                                                                              |                                                                                | Reti                                                                           | 0                                                                              |                                                                                |

## Palmarès

### Club
- Campionato Primavera: 2

Atalanta: 2018-2019, 2019-2020
- Supercoppa Primavera: 1

Atalanta: 2019

### Individuale
- Capocannoniere della UEFA Youth League: 1

2019-2020 (8 reti)
- Golden Boy: 1

Miglior italiano Under-21: 2021